# Sven Reutter
Sven Reutter (Wendelsheim, 13 augustus 1996) is een Duits wielrenner die anno 2018 rijdt voor Heizomat rad-net.de.

## Carrière
In 2014 werd Reutter achter Lennard Kämna tweede op het Duits kampioenschap tijdrijden voor junioren. Later dat jaar werd hij zevende in de mondiale titelstrijd, ook die werd gewonnen door Kämna.
Na het seizoen 2015 fuseerde Reutters ploeg Team Stölting aanvankelijk met het Deense Cult Energy Pro Cycling, maar na het afhaken van die sponsor bleef enkel Stölting over als naamsponsor. Reutter was een van de renners die mee overkwamen van het voormalige continentale team. Tijdens zijn eerste jaar als prof werd hij onder meer dertigste in de Schaal Sels.
In 2017 deed Reutter een stap terug naar Rad-net Rose Team. Namens die ploeg nam hij deel aan onder meer de Veenendaal-Veenendaal Classic en de Ronde van het Münsterland. In 2018 fuseerde de ploeg met Team Heizomat tot Heizomat rad-net.de.

## Overwinningen
2013
 Duits kampioen ploegkoers, Junioren (met Marc Jurczyk)
2014
Eindklassement Ronde van Nedersaksen, Junioren

## Ploegen
- 2015 –  Team Stölting
- 2016 –  Stölting Service Group
- 2017 –  Rad-net Rose Team
- 2018 –  Heizomat rad-net.de

Beyer · Frahm · Groß · Haller · Hollmann · Lampater · Liß · Nolde · Reinhardt · Reutter · Rohde · Schomber · Treubel · Tschernoster · Weinstein